# Hyla wrightorum
Hyla wrightorum o Dryophytes wrightorum es una especie de anfibios de la familia Hylidae.
Habita en México y Estados Unidos.
Sus hábitats naturales incluyen bosques templados, praderas templadas, ríos y marismas de agua dulce.
La rana adulta macho mide entre 1.9 y 5.1 cm de largo. Su piel es de color verde brillante, con una línea oscura a ambos lados del cuerpo. Tiene puntos marrones. Su vientre es de color naranja.